# Mai Time Is Now
Mai Time Is Now ist eine dreiteilige Doku-Serie über die Schlagersängerin Vanessa Mai aus dem Jahr 2022. Die Erstausstrahlung erfolgte am 22. Oktober 2022 in der ARD. Die Serie begleitete sie beruflich und privat von 2018 bis 2022.

## Handlung
Die erste Folge erzählt von der Schlagerkarriere Mais. Dabei rekapituliert sie ihre Verletzung während ihrer Regenbogen Tour, und auch der Aufnahmeprozess in den Vereinigten Staaten im Jahr 2018 zu ihrem Album Schlager zusammen mit Lukas Loules wird thematisiert. Gegen Ende der ersten Folge gibt sie Einblicke in eine Auseinandersetzung mit ihrem Ehemann Andreas Ferber, in der sie ihre Abkehr von den Sendungen mit Florian Silbereisen und dessen TV-Produzent Michael Jürgens verdeutlicht.
In der zweiten Folge aus dem Jahr 2019 wird Mai unter anderem beim Urlaub in Kroatien gezeigt, bei dem sie auch ihren Großvater besuchte. Außerdem wird ein Streit des Ehepaars um einen anstehenden Showauftritt im Fernsehen behandelt. Sie beginnt 2019 eine Zusammenarbeit mit dem Musikproduzenten Stefan Dabruck. Mit ihm reist sie nach Nashville zum Songwriting. Am Ende der Episode wird deutlich, dass diese neu begonnene Zusammenarbeit im selben Jahr beendet und ein geplantes Album nie veröffentlicht werden wird. Außerdem wird berichtet, dass sich die Künstlerin und ihr Ehemann von einem Großteil des Teams trennen und eine geplante Tour absagen werden.
Die dritte Episode erzählt von den Jahren 2020 bis 2022. Neben ihrer Hauptrolle in dem ARD-Film Nur mit Dir zusammen wird auch die musikalische Vielfalt durch Features mit Sido, Joel Brandenstein und Andrea Berg thematisiert. Die Dokumentation begleitet Mai bei den Musikvideo-Produktionen zu den Songs Happy End mit Rapper Sido und Unendlich mit Schlagersängerin Andrea Berg, ehe es Backstage-Einblicke in ihren Auftritt zur Für immer Tour 2022 im Musical Dome in Köln gibt.